# Lisbeth Renner
Lisbeth Renner, född Liljequist 29 mars 1900 i Masthuggs församling i Göteborg, död 21 november 1983 i Oscars församling i Stockholm, var en svensk översättare. Hon gifte sig 1920 med Louis Renner, med vilken hon under ett kvarts sekel samarbetade. Makarna översatte huvudsakligen engelsk underhållningslitteratur. Tillsammans översatte de omkring 100 böcker, varibland märks C.S. Foresters serie om Hornblower.
Efter makens död 1954 fortsatte Lisbeth Renner att översätta i ytterligare drygt 20 år och producerade under denna tid runt 100 översättningar, bland annat 15 av Pearl Bucks senare böcker.
Makarna var svärföräldrar till Anders Gernandt.

## Översättningar (urval)
- Phyllis Bentley: En modern tragedi (A modern tragedy) (Tiden, 1934)
- W. Somerset Maugham: Strängt personligt (Strictly personal) (Bonnier, 1942)
- Vicki Baum: Det gråtande trädet (The weeping wood) (Bonnier, 1944)
- Agatha Christie: Cyankalium och champagne (Sparkling cyanide) (Bonnier, 1946)
- C. S. Forester: Afrikas drottning (The African queen) (Bonnier, 1947)
- Henry James: Ett kvinnoporträtt (The portrait of a lady) (Ljus, 1947)
- Hammond Innes: Den ensamme skidåkaren (The lonely skier) (Bonnier, 1949)

Nedanstående översatta av Lisbeth Renner ensam
- Dennis Wheatley: Liv eller död (The ka of Gifford Hillary) (Skoglund, 1957)
- Rafael Sabatini: Kapten Blod (Captain Blood: His odyssey) (Bonnier, 1958)
- Max Catto: Ön som dog (The devil at four o'clock) (Bonnier, 1959)
- Leon Uris: Harmagedon: en roman om Berlin (Armageddon) (AWE/Geber, 1965)
- Margaret Drabble: Året vid Garrickteatern (Bonnier, 1967)
- Winston Graham: Stormfloden: roman från Cornwall 1798-1799 (The angry tide) (AWE/Geber, 1980)

## Källa
- Falk, Victor: Lisbeth och Louis Renner hos Svenskt översättarlexikon, Läst 30 mars 2014